# کوواخغدی وانک
کوواخغدی وانک (ارمنی: Կովախեղդի վանք؛ ) یک صومعه متعلق به کلیسای حواری ارمنی واقع در شهر کوواخغد، شهرستان گده‌بی جمهوری آذربایجان می‌باشد. ساخت و ساز این ساختمان در سال میلادی؛ به پایان رسید. این بنا به سبک معماری ارمنی طراحی شده است.